# 核変換
核変換（かくへんかん、英: nuclear transmutation）とは、原子核が放射性崩壊や人工的な核反応によって他の種類の原子核に変わることをいう。核種変換、元素変換（英: transmutation of elements）、原子核変換とも称される。
使用済み核燃料に含まれる半減期が極めて長い核種を、短寿命の核種に変える群分離・核変換技術により、環境負荷を低減する研究開発が進められている。

## 概要
化学において、化学結合で結ばれた原子群である分子は基本的な要素の一つであるが、化学反応によってその分子の構成は比較的容易に変化する。一方、その分子の構成要素である原子（の原子核）もまた核力で結ばれた陽子と中性子の群でしかないため、分子同様、原子もその構成（核種）は、分子ほど容易ではないものの、変化することがある。この原子の原子核の構成の変化（核種の変化）を核変換 (nuclear transmutation) と呼ぶ。
原子核物理学において基本的な現象である放射性核種が放射線を放出して別の核種へと変わる放射性崩壊は核変換の一種であるが、純粋に人工的な核変換は、1932年のコッククロフトとアーネスト・ウォルトンによる、加速器を用いた核種の変換の成功に始まる。なお、核分裂反応や核融合反応も核変換の一種である。
核変換によって生成される代表的な物質としてはプルトニウム239がある。
なお、元来は原子を構成する核種の半減期は環境変化の影響を極めて受けにくい物理量であり、古典物理学的・化学的な手法では半減期を変化させる（その核種を核変換させる）ことはできないと考えられていたが、近年になって、極端な状態においてようやく1%程度というものであるが、高圧、電磁場あるいは化学構造などによって、半減期が変化する（核変換が発生する）ということが明らかとなっている。
原子炉の使用済み核燃料からなる高レベル放射性廃棄物は様々な核種を含んでいるが、その一部は、天然ウランレベルの放射能まで減衰するのには数万年のオーダーの時間がかかる超長寿命の核種である。プルサーマルや核燃料サイクルを経て出てくる放射性廃棄物から、超長寿命核種であるマイナーアクチノイド（MA）や核分裂生成物（FP）を群分離したうえで、数百年単位の短寿命核種または安定核種に核変換する技術（核変換技術、かつては消滅処理）の研究開発が1970年代から進められている。

## 歴史
1901年、フレデリック・ソディはトリウムがラジウムへと自然に放射性崩壊（アルファ崩壊）することを発見した。彼はすぐさまこの発見を同僚のアーネスト・ラザフォードに報告した。
1919年、ラザフォードは窒素にアルファ粒子を照射することによって酸素に核変換（14N + α → 17O + p.  ）することに成功した。これは核反応（ある物質の放射性崩壊により放出された粒子が他の原子核を変換する反応）を観測した世界初の出来事であった。
1932年には、ついに完全に人工的な核反応かつ核変換がラザフォードの同僚であるジョン・コッククロフトとアーネスト・ウォルトンによって達成された。彼らは陽子を人工的に加速し、リチウム7へ照射し、二つのアルファ粒子へ分裂させた。また同年、マーク・オリファントは二つの重水素を加速衝突させることでヘリウムを作り出す、人工的な核融合に成功した。
1938年には、オットー・ハーン、リーゼ・マイトナー、そして助手のフリッツ・シュトラスマンは核分裂反応を発見した。
1942年、エンリコ・フェルミを中心としたシカゴ大学の研究チームが世界最初の制御核分裂連鎖反応を成功させた。

## 核変換技術（消滅処理）
比喩として、化学において、化学物質である青酸カリ（KCN）は人体にとって強力な毒性を持つものであるが、チオ硫酸ナトリウム(Na2S2O3)と化学反応させることで、化学構造が変化し、より毒性の低い化学物質にすることができる。
（化学式）{\displaystyle {\ce {CN- + Na2S2O3 -> NaSCN + NaSO3-}}}
これと同様に、化学ではない原子核の世界においても、放射性物質（核種）に対して、なにか反応（核反応）をさせることで原子核の構造が変化（核変換）し、より有害性の少ない核種にするということが考えられる。
長寿命の放射性核種を核変換によって短寿命核種あるいは安定核種に変えてしまう技術を核変換技術（transmutation technology）と呼ぶ（かつては消滅処理と呼ばれていた）。その具体的方法としては、中性子による（n, γ）、（n, 2n）反応を利用してより短寿命の核種に変換させるいわゆる中性子燃焼法が代表的であり、1964年にブルックヘブン国立研究所（BNL）のM.Steinbergらのグループによって、中性子源として原子炉を利用する形で提案されたものが核変換技術の最初である。
この軽水炉を用いる方法では、核分裂生成物は主に熱中性子の捕獲反応（（n, γ）反応）によって核変換される。しかしながら、核分裂生成物の熱中性子に対する捕獲断面積は小さいため、核変換を効率良く行わせるためには、熱中性子の照射対象をできるだけ核変換処理の対象の核種（85Kr , 90Sr , 137Csなど）に絞る、すなわち群分離をする必要がある。

## 日本における取り組み

### 文部科学省
文部科学省は2014年度（平成26年度）からJ-PARCに核変換実験施設 を建設し、高レベル放射性廃棄物に含まれる放射性物質の半減期を短縮し、減量化を目指している。本格的実験施設は世界初とされる。
核変換の研究全般については、文部科学省研究開発局原子力課放射性廃棄物企画室が取り仕切る原子力科学技術委員会 群分離・核変換技術評価作業部会 において、研究・開発の評価、調査・検討を行っている。

### 理研
政府の革新的研究開発推進プログラム(ImPACT)に採択された核変換技術の研究で中心となっている。理化学研究所仁科加速器研究センターのRIビームファクトリーなどを活用する。使用済み核燃料を再処理した後の放射性廃棄物には放射性同位元素が約1000種類含まれる。このうち半減期が長いのは7種類で、その中でパラジウム107とジルコニウム93に重陽子をぶつけるなどして、産業利用できる無害な金属や、半減期が短い同位体に変えることを目指す。